# Square Denis-Poulot
Le square Denis-Poulot est un ancien square du 11e arrondissement de Paris.

## Origine du nom
Il est nommé d'après Denis Poulot (1832-1905), industriel et philanthrope.

## Historique
Le square a été supprimé en 2006 lors du réaménagement de l'ensemble du carrefour situé devant la mairie du 11e. Il a été remplacé par un parvis agrémenté de jardinières.